# ألفريدو فرنانديز سيمو
ألفريدو فرنانديز سيمو (من مواليد 19 أكتوبر 1915 - 7 يوليو 1991) كان روائي وشاعر ودبلوماسي دومينيكاني.

## النشأة
ولد ألفريدو فرنانديز سيمو في سان فرانسيسكو دي ماكوريس، جمهورية الدومينيكان، وهو ابن الموسيقي الكلاسيكي «خوان أنطونيو فرنانديز» وكاستيلو و«بيتريز سيمو كينبينغ لوسيلا»، من أصل كاتالاني وألماني. التحق بالمدرسة الابتدائية والثانوية في مسقط رأسه حيث أكمل دراسته الثانوية في عام 1935. التحق بعد ذلك بجامعة سانتو دومينغو للحصول على شهادة في القانون، لكنه ترك الدراسة بعد ذلك بعامين.

## حياته المهنية
في يوليو من عام 1944 التحق ألفريدو فرنانديز سيمو بالسلك الدبلوماسي بوصفه كاتباً إختزالياً في قنصلية جمهورية الدومينيكان في كوراساو. شغل بين 1944 و 1975 المناصب التالية:
- ملحق المفوضية الدومينيكية في هايتي (1944-1945).
- الملحق المدني في كولومبيا (1945-1946).
- السكرتير الثاني لسفارة الدومينيكان في كولومبيا (1947).
- القائم بالأعمال لجمهورية الدومينيكان في تشيلي (1948).
- سكرتير أول لسفارة الدومينيكان في روما (1950-1951)، وهندوراس (1952-1953)، وهايتي (1954-1955)، وبنما (1955-1956).
- مستثار الأعمال في بيرو (1956-1957).
- القائم بالأعمال في كوستاريكا (1958-1959).
- سفير فوق العادة ومفوض لدى البرازيل (19-62-63)
- سفير فوق العادة ومفوض لدى كوستاريكا (1969-1975)

في نهاية عام 1959، أثناء عمله كقائم بالأعمال في كوستاريكا، أمر الديكتاتورتروخيو باضطهاده وتعذيبه بسبب مشاركة ابن عمه خوسيه أنطونيو فرنانديز كامينيرو وشقيقه أبيل فرنانديز سيمو في تنظيم حركة مقاومة ضد تروخيو في شمال شرق البلاد.
دفعه هذا الوضع إلى اللجوء إلى سفارة فنزويلا في كوستاريكا، ولكن عندما تم رفض حق اللجوء، هرب إلى كولومبيا وأخيراً إلى بيرو حيث بقي مختبئاً في غابات الأنديز لعدة سنوات.
كان ألفريدو رسام وعازف كمان في أوركسترا فرانكوماكوريسانا فيردي التي أسسها وأدارها والده. بدأ مسيرته الأدبية عام 1931 بنشر العديد من قصائده في الصحافة الوطنية. تعاون مع صحف «ذا إنفورميشن» (The Information) و «ليسن دياريو» (Listin Diario) و «إل سيغلو» (El Siglo) والعديد من المجلات الأدبية الفنزويلية والبيروفية والمكسيكية والدومينيكية. تعكس العديد من قصائده وكتاباته النثرية تجارب رحلاته وإقامته في مختلف بلدان أمريكا الجنوبية والوسطى.

## أعمال

### الشعر
- تتجه الحلم. بوغوتا ، كولومبيا: محرر بوليفار، 1946.
- في عالم القرود. سانتو دومينغو: محررون، 1987.

### Costumbrismo
- رؤى بيرو. كوستاريكا: نصوص النشر المحدودة، 1970.
- سعفة مذهلة. كوستاريكا: نص النشر المحدودة، 1973.

### روايات
- Guazábara. ليما ، بيرو: هيئات التحرير وأولاده، 1958.